# 혼성어
혼성어(混成語, portmanteau)는 두 개 이상의 낱말이 합쳐져 혼합된 뜻을 가지게 된 낱말을 말한다. 예로 스모그(smog; smoke+fog), 위키백과(위키+백과사전), 사이보그(cyborg; cybernetic+organism), 게리맨더링(Gerrymandering; Gerry+salamander+-ing) 등이 있다.
영어로는 blend라고도 한다. 

## 같이 보기
- 복합어